# 1888 w polityce

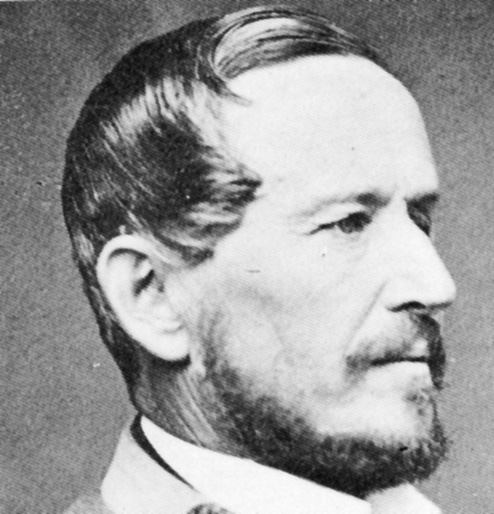
William Wirt Adams

Wydarzenia polityczne w 1888 roku.

## Urodzili się
- Felikss Cielēns, łotewski minister spraw zagranicznych[1].

## Zmarli
- 1 maja William Wirt Adams, amerykański sędzia i generał[2].